# Henrique Luvannor
Silva Henrique De Sousa Luvannor (n. 19 mai 1990), cunoscut simplu ca Henrique Luvannor, este un fotbalist braziliano-moldovean, care în prezent evoluează la clubul Al Shabab Al Arabi Club în Emiratele Arabe Unite.
În 2013 Luvannor a primit cetățenia Republicii Moldova și a debutat la echipa națională de fotbal a Moldovei într-un meci amical pe 18 noiembrie, pe teren propriu cu Lituania, în care a jucat un rol important oferind pasa decisivă pentru golul egalizator de 1–1. Per total, între 2013 și 2014, Henrique Luvannor a jucat pentru naționala Moldovei în patru meciuri, marcând două goluri. În iunie 2014 FIFA a anunțat că el nu mai poate juca pentru Moldova nici în meciuri amicale și nici în oficiale, întrucât el nu a locuit cinci ani în Republica Moldova, o cerință obligatorie pentru stranieri naturalizați. Astfel, Luvannor ar putea să joace din nou pentru Republica Moldova abia în 2016.
Henrique Luvannor are un frate pe nume Klysman, care evoluează pe postul de atacant la Sheriff Tiraspol. Este căsătorit cu o moldoveancă pe nume Aliona și împreună au o fetiță pe care au numit-o Jasmin.

## Palmares
Sheriff Tiraspol
- Divizia Națională (3): 2011–12, 2012–13, 2013–14
- Supercupa Moldovei (1): 2013

Finalist (1): 2012, 2014
- Cupa Moldovei

Finalist: 2013–14
Individual
- Golgheter Divizia Națională: 2013–14 (26 de goluri)[8]
- Cel mai bun atacant al anului din Divizia Națională: 2013[9]

## Internațional
| Moldova | Moldova | Moldova |
| An      | Meciuri | Goluri  |
| ------- | ------- | ------- |
| 2013    | 1       | 0       |
| 2014    | 3       | 2       |
| Total   | 4       | 2       |

## Goluri internaționale
| Goluri internaționale marcate de Serghei Alexandrov | Goluri internaționale marcate de Serghei Alexandrov | Goluri internaționale marcate de Serghei Alexandrov | Goluri internaționale marcate de Serghei Alexandrov | Goluri internaționale marcate de Serghei Alexandrov | Goluri internaționale marcate de Serghei Alexandrov | Goluri internaționale marcate de Serghei Alexandrov |
| #                                                   | Data                                                | Stadion                                             | Adversar                                            | Scor                                                | Rezultat                                            | Competiția                                          |
| --------------------------------------------------- | --------------------------------------------------- | --------------------------------------------------- | --------------------------------------------------- | --------------------------------------------------- | --------------------------------------------------- | --------------------------------------------------- |
| 1.                                                  | 17 ianuarie 2014                                    | Stadionul Mohammed Bin Zayed, Abu Dhabi             | Suedia                                              | 1-0                                                 | 1-2                                                 | Meci amical                                         |
| 2.                                                  | 5 martie 2014                                       | Estadi Comunal d'Andorra la Vella, Andorra          | Andorra                                             | 2-0                                                 | 3-0                                                 | Meci amical                                         |